# Fairview (Comtat de Dutchess)
Fairview és un lloc designat pel cens del Comtat de Dutchess a l'Estat de Nova York als Estats Units d'Amèrica.

## Demografia
Segons el cens dels Estats Units del 2000 Fairview tenia 5.421 habitants, 1.937 habitatges, i 1.268 famílies. La densitat de població era de 601,5 habitants per km².
Dels 1.937 habitatges en un 33% hi vivien nens de menys de 18 anys, en un 50,3% hi vivien parelles casades, en un 11% dones solteres, i en un 34,5% no eren unitats familiars. En el 26,5% dels habitatges hi vivien persones soles el 9,8% de les quals corresponia a persones de 65 anys o més que vivien soles. El nombre mitjà de persones vivint en cada habitatge era de 2,58 i el nombre mitjà de persones que vivien en cada família era de 3,14.
Per edats la població es repartia de la següent manera: un 24,7% tenia menys de 18 anys, un 8,9% entre 18 i 24, un 31,4% entre 25 i 44, un 22,2% de 45 a 60 i un 12,8% 65 anys o més.
L'edat mediana era de 37 anys. Per cada 100 dones de 18 o més anys hi havia 99,5 homes.
La renda mediana per habitatge era de 45.676 $ i la renda mediana per família de 52.598 $. Els homes tenien una renda mediana de 38.269 $ mentre que les dones 27.888 $. La renda per capita de la població era de 17.846 $. Entorn del 4,5% de les famílies i el 8,5% de la població estaven per davall del llindar de pobresa.